# Luigi Faure
Luigi Michele Vittorio Faure, född 15 december 1898 i Sauze d'Oulx i Piemonte, död 8 april 1946 i Oulx i Piemonte, var en italiensk vinteridrottare. Han var aktiv inom backhoppning, längdåkning och nordisk kombination under 1920-talet. Han representerade Sci Club Sauze d'Oulx och Cesana Ski Club.

## Karriär
Luigi Faure växte upp i orten Sauze d'Oulx i regionen Piemonte. Faure blev italiensk mästare första gången 1924. Han vann tävlingarna i backhoppning och nordisk kombination och slutade på andra plats i 18 kilometer längdåkning.
Faure deltog i olympiska vinterspelen 1924 i Chamonix i Frankrike. Han slutade på 17:e plats i backhoppningen.
Vid italienska mästerskapen 1925 blev Faure mästare i nordisk kombination och backhoppning. Året efter, 1926, blev han åter italiensk mästare i nordisk kombination och backhoppning. I 18 kilometer längdåkning blev han tvåa. Vid mästerskapen 1927 vann han tävlingen i kombinationen och blev nummer två i backhoppningstävlingen.
Faure deltog i Skid-VM 1927 på hemmaplan i Cortina d'Ampezzo. Han tävlade i 18 kilometer längdåkning. Han blev nummer 34 i en tävling som vanns av dubble världsmästaren John Lindgren.

## Senare karriär
Faure startade under 1940-talet företaget Faure Sport i sin hemstad Sauze d'Oulx. Faure erbjöd sina tjänster till skidturister. Företaget existerar fortfarande idag.